# Triacanthagyna williamsoni
Triacanthagyna williamsoni – gatunek ważki z rodziny żagnicowatych (Aeshnidae).